# Província de Pontevedra
La província de Pontevedra és una de les quatre províncies que formen Galícia. Es troba al sud-oest de la comunitat i limita a l'oest amb l'oceà Atlàntic, al nord amb la província de la Corunya, a l'est amb les de Lugo i Ourense, i al sud amb el districte portuguès de Viana do Castelo, del qual està separada pel riu Miño.

## Geografia
Té una extensió de 4.494,64 km², fet que la converteix en una de les províncies menys extenses d'Espanya, només per sobre de les províncies basques i canàries. Geològicament, està dividida en tres seccions verticals: una zona costanera cap a l'occident, una zona de muntanya cap a orient i una depressió central.

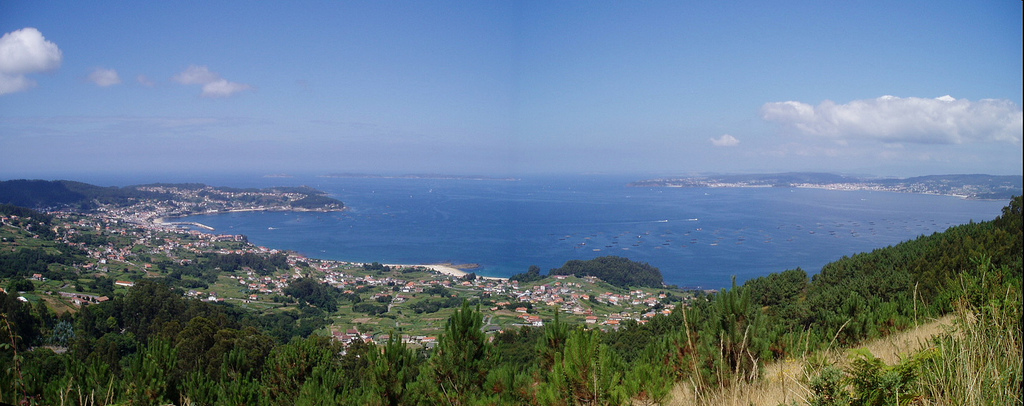
La ria de Pontevedra, a Bueu.

La façana marítima està formada per 398 km de costes peninsulars i 109 km de costes insulars, entre la ria d'Arousa, que la separa de la província de la Corunya, i la desembocadura del Miño, que la separa de Portugal. Entre aquests dos accidents geogràfics trobem dues ries més que defineixen la costa pontevedresa: les de Pontevedra i Vigo. Tots elles formen el conjunt anomenat Rías Baixas i són les ries gallegues més grans, amb longituds de 20 a 30 km i profunditats que superen els 50 metres. Davant les ries hi trobem nombroses illes i illots, entre les quals destaquen les illes Cíes i les illes Ons. Altres illes i illots són: Cortegada, Malveiras, Arousa, A Toxa, Tambo, San Simón i Toralla. Algunes d'elles formen el Parc Nacional de les Illes Atlàntiques, l'únic de Galícia.
A partir d'aquesta zona s'obre una plana amb una altitud que varia entre els 100 metres a la fossa de Caldas i els 500-800 metres al centre i sud. En aquesta plana hi ha muntanyes residuals com Xiabre, Castrove, o Galiñeiro i A Groba.
Cap a l'est s'aixequen cadenes muntanyoses formades per les serres de Farelo, O Faro, Candán i O Suído, entre d'altres.

## Demografia

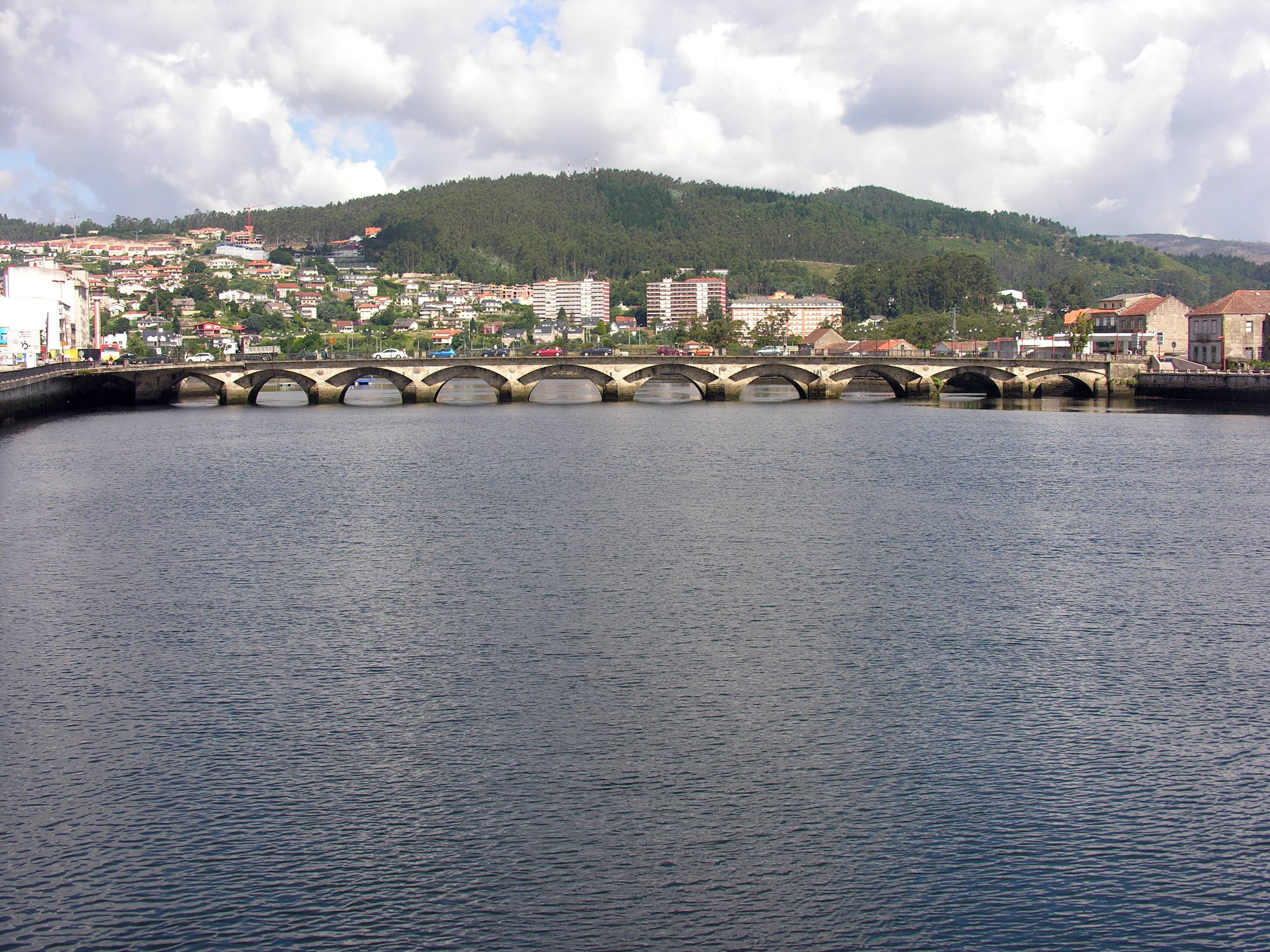
El riu Lérez al centre de la ciutat de Pontevedra.

La seva població és de 938.311 habitants (2005) repartits entre 62 municipis, el 8% dels quals viuen a la capital, Pontevedra. No obstant això, Vigo és la ciutat més habitada de la província i també de Galícia, amb 293.725 habitants. Altres municipis importants són Vilagarcía de Arousa, Redondela, Cangas, Marín, Ponteareas, A Estrada i Lalín, tots ells amb més de 20.000 habitants.

## Comarques
- O Baixo Miño
- Caldas
- O Condado
- O Deza
- O Morrazo
- A Paradanta
- Pontevedra
- O Salnés
- Tabeirós-Terra de Montes
- Vigo